# Gran Premi del Disc Català
El Gran Premi del Disc Català es va celebrar a Lloret de Mar, concretament a l'Hostal Roger de Flor, entre els anys 1965 i 1968. Fou el primer certamen que reconegué les produccions discogràfiques en llengua catalana provinent de tots els Països Catalans.
Foren nombrosos els cantants distingits amb aquest premi, especialment els integrants de la Nova Cançó, com ara Núria Feliu i Joan Manuel Serrat, entre d'altres. Amb tot, acostumaven a pertànyer als segells discogràfics Edigsa i Concèntric, sorgit tot just un any abans de la creació del Gran Premi del Disc català per l'escissió d'Ermengol Passola d'Edigsa mateix.